# Place de l'Adelantado
La place de l'Adelantado (espagnol : plaza del Adelantado) est une place centrale de la ville de San Cristóbal de la Laguna à Tenerife (Canaries, Espagne). 

## Emplacement
La place se trouve au centre du quartier ancien de la ville. Elle est bordée par la Mairie, les tribunaux de la commune, le marché municipal (provisoirement sur la place du Christ en attente de la construction d'un nouveau bâtiment), le palais de Nava et l'Ermitage Saint-Michel-Archange.

## Histoire
Elle a été créée pour remplir les fonctions de plaza mayor de la ville, autant par ses dimensions que par l'importance des bâtiments qui la bordent au XVIè siècle. Ici étaient célébrés jusqu'au XXè siècle les actes publics les plus importants de la ville, comme les fêtes, jours de marché, processions, courses de taureaux et même l'exécution des peines. 
Ses dimensions se sont maintenues tout au long des siècles, mais son aspect a varié avec les années. L'esplanade, originairement en terre, a été pavée pour la première fois en 1798. En 1843, on y a placé des arbres et des bancs. La fontaine centrale en marbre est l'élément caractéristique de la place, et la plus ancienne de la ville (1870).

## Galerie

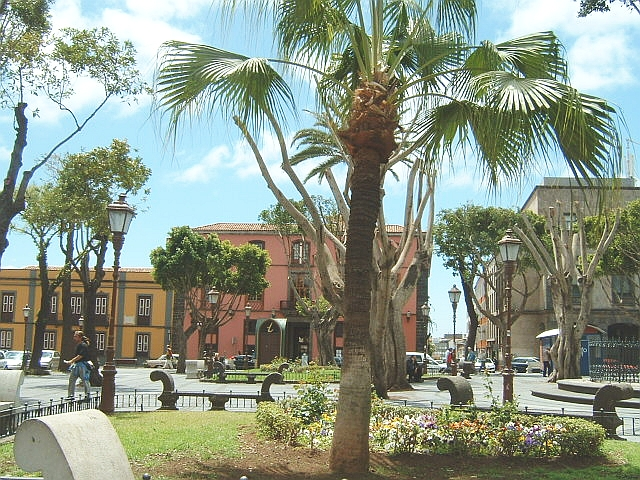
Vue de la place
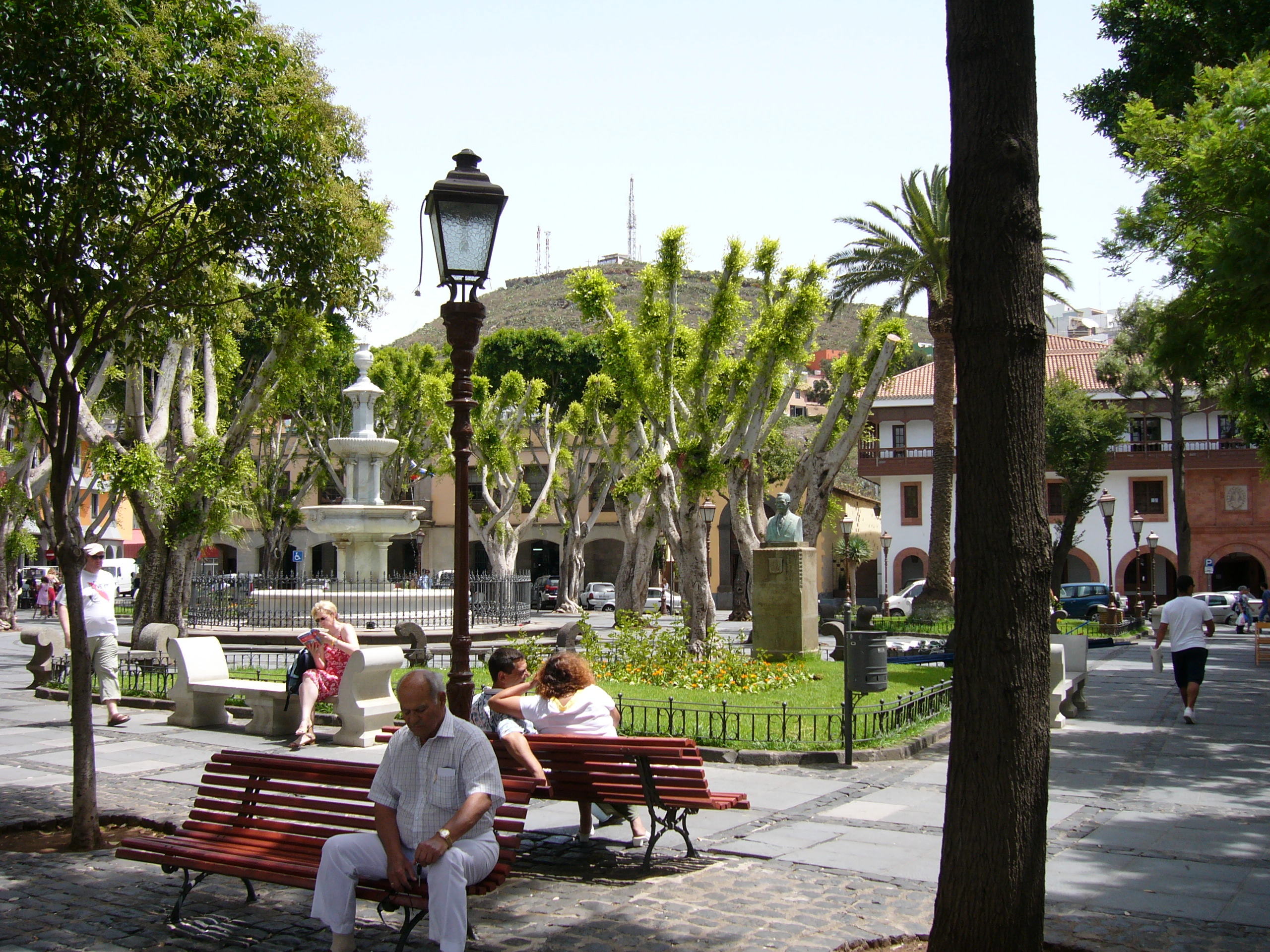
Bancs et paysage de la place
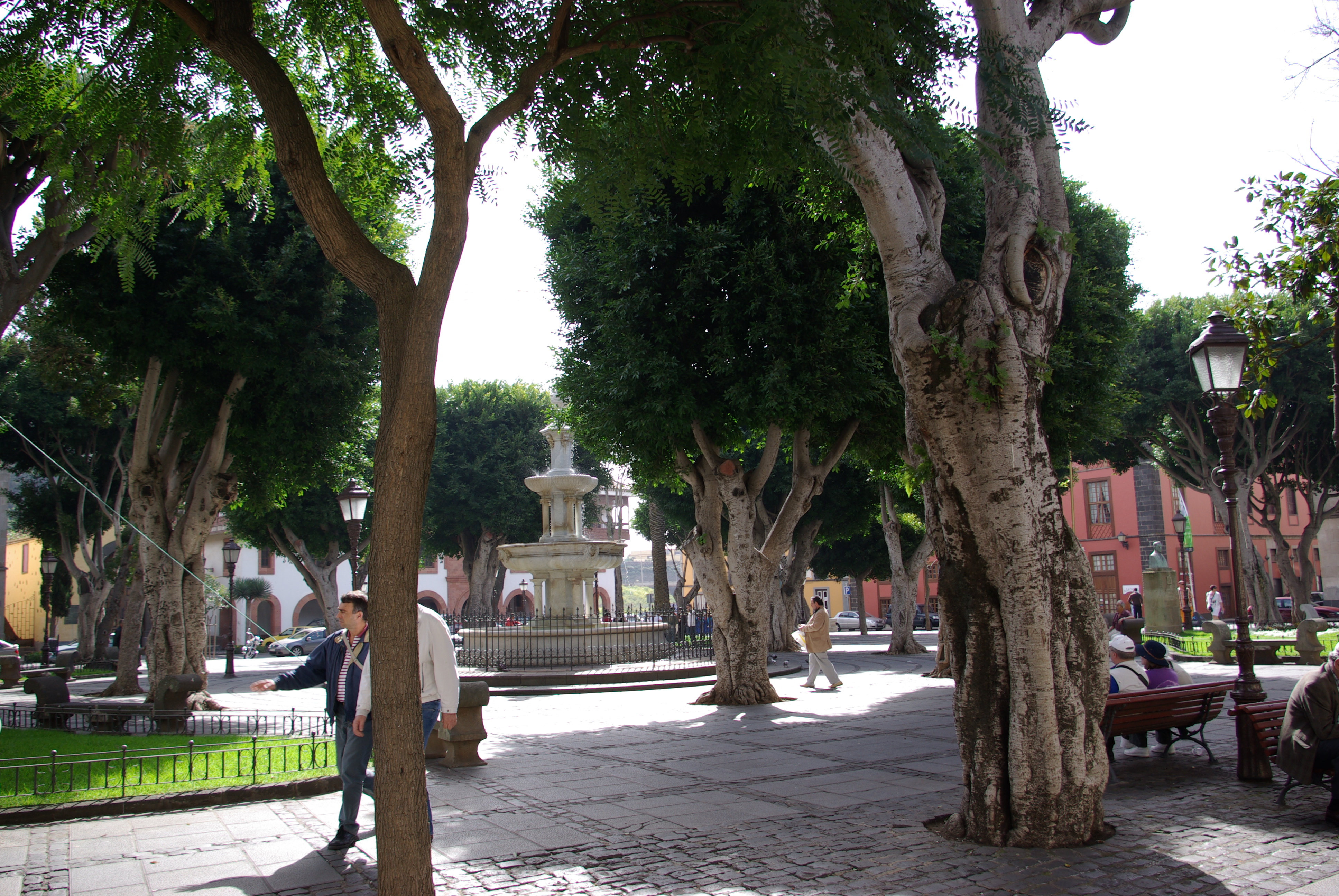
Plaza del Adelantado
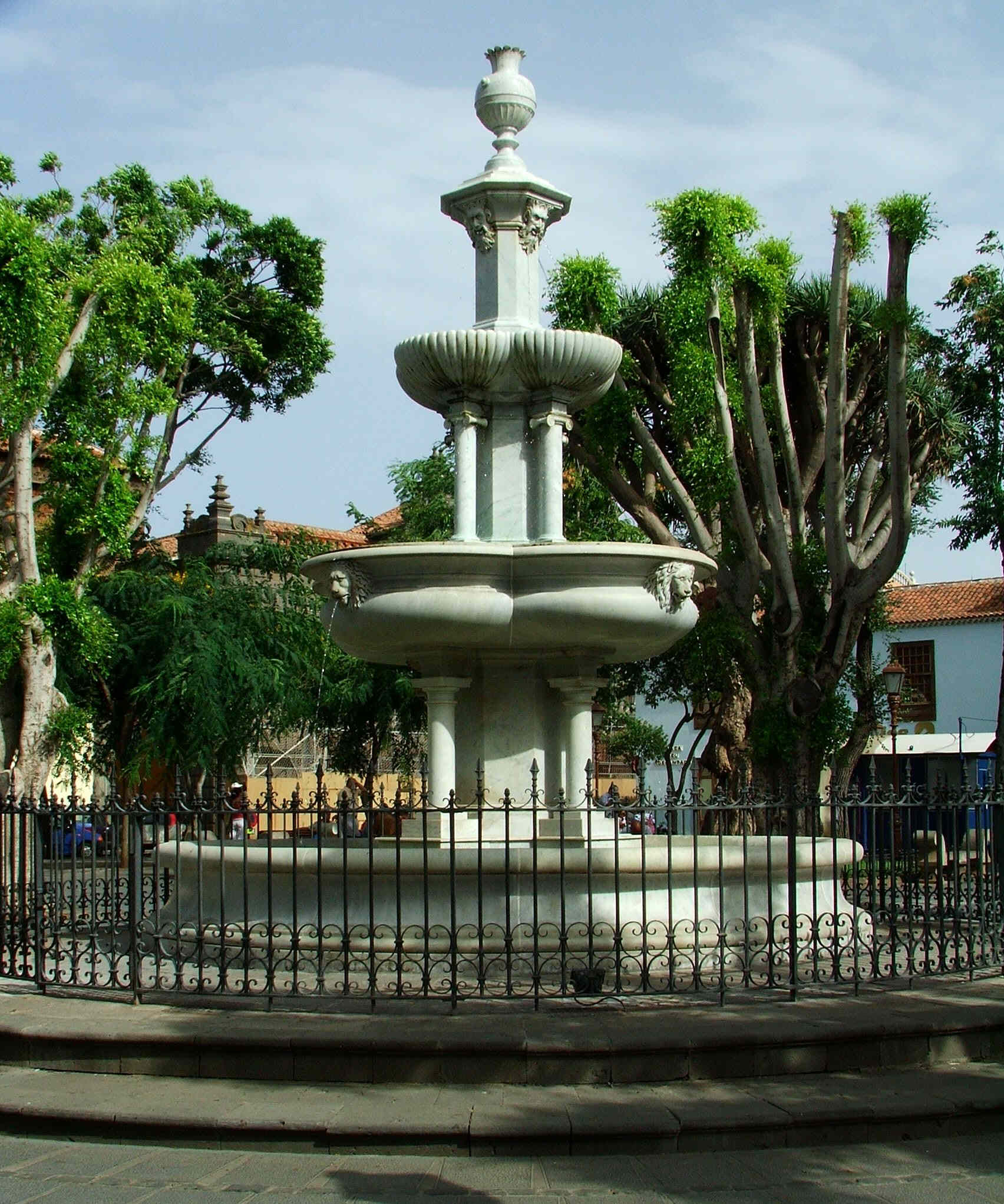
Fontaine de la place